# Березняки (Петриковский район)
Березняки (бел. Беразнякі) — деревня в Петриковском сельсовете Петриковского района Гомельской области Беларуси.
На юге, востоке и западе граничит с лесом.

## География

### Расположение
В 10 км на северо-запад от Петрикова, 8 км от железнодорожной станции Копцевичи (на линии Лунинец — Калинковичи), 178 км от Гомеля.

## Транспортная сеть
Транспортные связи по просёлочной, затем автомобильной дороге Лунинец — Калинковичи. Жилые дома деревянные, усадебного типа, около просёлочной дороги.

## История
Основана в начале XX века переселенцами из соседних деревень. В 1917 году хутор в Грабовской волости Мозырского уезда Минской губернии. Наиболее активная застройка относится к 1920-м годам. В 1931 году организован колхоз. Во время Великой Отечественной войны 27 декабря 1942 года оккупанты убили 168 жителей (похоронены в могиле жертв фашизма на южной окраине) и полностью сожгли деревню. 7 жителей погибли на фронте. Согласно переписи 1959 года в составе совхоза «Петриковский» (центр — город Петриков).

## Население

### Численность
- 2004 год — 2 хозяйства, 5 жителей.

### Динамика
- 1917 год — 6 жителей.
- 1925 год — 21 двор.
- 1940 год — 53 двора, 247 жителей.
- 1959 год — 60 жителей (согласно переписи).
- 2004 год — 2 хозяйства, 5 жителей.